# UnderRail
《轨道之下》是由塞尔维亚游戏开发商Stygian Software开发的基于回合制的角色扮演游戏，适用于Microsoft Windows平台。本作于2012年末发布抢先版，2015年12月18日正式发售。资料片《轨道之下：远征》于2019年上市。

## 玩法
《轨道之下》是一款末日幻想主题的回合制电子游戏，提供大量自定义角色的选项和炼成功能，有巨大的地下地图可供玩家战斗和探索。本作主要的玩法是养成角色及主人公与游戏世界的互动。
本作的创建角色系统深受辐射系列SPECIAL系统的影响，基础能力决定角色的核心潜质，技能遵循线性成长，角色可以获得被动奖励等。本作的回合制战斗方式也基本与辐射系列相同，但提供更多可掌控的空间，例如可使用特殊能力或战斗工具。这样设计的目的是为玩家提供更多战斗选择和游玩方式。

## 故事情节
《轨道之下》的故事发生在遥远的将来，因为地表已经不适宜居住，人类在地下开凿了名为“UnderRail”的巨大铁路网。不同势力在严苛的环境中斗争，力图求得一线生机。在这个世界里，最稀缺的资源是食物和生存空间。游戏叙事上考虑了时间因素，但游戏主要的关注点在地下铁路网的居民、他们的政治关系、冲突及铁路网本身的危险。主角以白板状态开局，玩家可以用自己喜欢的方式养成角色。故事由主角与非操控角色间的对话推进，为占领不同的“车站”就要不停变换阵营。

## 开发过程
《轨道之下》游戏引擎的开发始于2008年底。本作的自定义角色引擎和开发工具用C#、.NET Framework 4.0和Microsoft XNA编写。自2009年起，游戏进入全面开发阶段，当时的游戏名为“时移眩晕”（Timelapse Vertigo）。在本作登上Steam平台前，设计、编程、剧本和除了角色模型以及标题画面外的图形工作已经由Dejan Radisic完成。2012年本作发行试玩版后，每隔三四个月就会发布版本更新。
本作在众筹阶段取得了开发资金，发行试玩版则提供了额外的资本。本作中使用了由自由职业艺术家创作的角色模型和游戏音乐，以及从网上买断的音效。本作的第一部宣传片于2013年3月11日发布，第二部于2014年8月6日发布。

## 发售过程
2012年8月22日，本作的试玩版在Indie DB上发布。同年12月6日，数字游戏发行平台Desura和GamersGate分别上线了测试版游戏。2013年9月24日，Steam也发布了本作的测试版。
本作于2015年12月18日正式发售。Stygian Software在2019年7月22日发布了资料片《轨道之下：远征》，包含全新的故事和地图，以及其他改进玩法等。